# 2084
2084 (ММLXXXIV) е високосна година, започваща в събота според григорианския календар. Тя е 2084-та година от новата ера, осемдесет и четвъртата от третото хилядолетие и петата от 2080-те.